# Giải vô địch bơi lội thế giới 2015
Giải vô địch bơi lội thế giới 2015 là lần thứ 16 giải được tổ chức tại Kazan, Nga từ ngày 24 tháng 07 đến ngày 9 tháng 8 năm 2015. Nga lần đầu tổ chức giải. Có hơn 2400 vận động viên thuộc hơn 190 quốc gia tham gia.
Cuộc thi gồm sáu môn thể thao (bơi lội, bơi đường dài , nhảy cầu cao và nhảy cầu, bơi nghệ thuật, và bóng nước) được tổ chức tại ba địa điểm thi đấu chính. Trong kỳ thi này có 1 nội dung mới là hỗn hợp (nam, nữ).

## Bốc thăm chủ nhà
Việc lựa chọn chủ nhà cho năm Giải vô địch bơi lội thế giới 2015 diễn ra vào ngày 15 tháng 07 năm 2011 tại Đại hội hai năm của FINA ở Thượng Hải, thành phố chủ nhà của giải vô địch năm đó. Kazan đánh bại đối thủ của hồ sơ dự thầu từ Guadalajara (Mexico), Hồng Kông, Quảng Châu (Trung Quốc), và Montreal (Canada).

## Thành phố chủ nhà
Kazan là thủ đô của Cộng hòa Tatarstan, Nga. Với dân số gần 1,2 triệu (năm 2015), Kazan là thành phố lớn thứ sáu của Nga. Kazan là một trong những trung tâm kinh tế, thể thao, văn hóa, tôn giáo, tài chính, khoa học, giáo dục, giao thông vận tải và các trung tâm chính trị quan trọng của Nga. Kazan nằm ở hợp lưu của sông Volga và sông Kazanka ở phần châu Âu của Nga, chỉ cần một giờ từ Moscow bằng đường hàng không. Thị trưởng hiện thời của Kazan là Ilsur Metshin.
Năm 2005, Kazan mừng kỷ niệm 1000 năm, trong năm 2013 Kazan tổ chức sự kiện tương tự với phạm vi sự kiện thể thao trên toàn thế giới. Kazan là một thành phố của di tích độc đáo của quá khứ (trong đó có độc lập thời trung cổ Kazan hãn quốc), Kazan nằm trong danh sách của UNESCO là thành phố di sản thế giới.
Thành phố này có được quyền để được chính thức gọi là "Thủ phủ thứ ba" và "Thể thao Thủ đô" của Nga. Có rất nhiều câu lạc bộ thể thao chuyên nghiệp nổi tiếng như câu lạc bộ bóng đá Rubin Kazan, câu lạc bộ khúc côn cầu trên băng Ak Bars Kazan, câu lạc bộ bóng rổ UNICS, các câu lạc bộ bóng chuyền Zenit và Dynamo-Kazan.
Ban đầu, một nửa trong số 6.500 thành viên từ đội tuyển quốc gia đã được cấp chỗ ở trong làng vận động viên tại Olympics. Tại giải vô địch, một văn hóa công viên FINA với sức chứa 20.000 người và nhiều gian hàng chuyên đề về quốc gia đã được mở ra cho tất cả những người tham gia gần các địa điểm chính. Ban tổ chức và ban chỉ đạo điều hành sự kiện thể thao, nhiều nhà tài trợ thương mại và các cộng tác phi thương mại và các "Đại sứ của giải vô địch" đã tham gia để thực hiện sự kiện này. Một hạm đội của gần 500 xe buýt và xe hơi, hơn 400 tình nguyện viên, gần 100 đài truyền hình và các phương tiện truyền thông đại chúng 1.200 nhà báo ủng hộ sự kiện này. Gần 1.800 cán bộ, 100.000 khách đến thăm thành phố. Hơn 500.000 vé đã được bán trên các cuộc thi và chương trình của giải vô địch bơi lội thế giới. Chi phí cho giải vô địch là gần 3,5 tỷ rúp.
| ● | Chung kết |
| ● | Vòng loại |

| Tháng 7-8 2015 | 24 thứ 6 | 25 7 | 26 CN | 27 2 | 28 3 | 29 4 | 30 5 | 31 6 | 1 7 | 2 CN | 3 2 | 4 3 | 5 4 | 6 5 | 7 6 | 8 7 | 9 CN | Huy chương Nội dung |
| -------------- | -------- | ---- | ----- | ---- | ---- | ---- | ---- | ---- | --- | ---- | --- | --- | --- | --- | --- | --- | ---- | ------------------- |

## Bảng xếp hạng huy chương
Tổng số huy chương là 75.
|-

  *   Quốc gia chủ nhà
| 1    | Trung Quốc (CHN)        | 14 | 10 | 8  | 32  |
| 2    | Hoa Kỳ (USA)            | 9  | 6  | 5  | 20  |
| 3    | Nga (RUS)               | 9  | 4  | 2  | 15  |
| 4    | Anh Quốc (GBR)          | 6  | 1  | 5  | 12  |
| 5    | Úc (AUS)                | 3  | 2  | 4  | 9   |
| 6    | Pháp (FRA)              | 3  | 1  | 0  | 4   |
| 7    | Ý (ITA)                 | 2  | 3  | 7  | 12  |
| 8    | Hungary (HUN)           | 2  | 1  | 2  | 5   |
| 9    | Brasil (BRA)            | 1  | 4  | 1  | 6   |
| 10   | Nam Phi (RSA)           | 1  | 3  | 0  | 4   |
| 11   | Nhật Bản (JPN)          | 1  | 1  | 4  | 6   |
| 11   | Đức (GER)               | 1  | 1  | 4  | 6   |
| 13   | CHDCND Triều Tiên (PRK) | 1  | 0  | 1  | 2   |
| 14   | Thụy Điển (SWE)         | 1  | 0  | 0  | 1   |
| 15   | Hà Lan (NED)            | 0  | 5  | 0  | 5   |
| 16   | Canada (CAN)            | 0  | 4  | 1  | 5   |
| 17   | Ukraina (UKR)           | 0  | 2  | 1  | 3   |
| 18   | México (MEX)            | 0  | 2  | 0  | 2   |
| 19   | Đan Mạch (DEN)          | 0  | 1  | 1  | 2   |
| 19   | Hy Lạp (GRE)            | 0  | 1  | 1  | 2   |
| 19   | Tây Ban Nha (ESP)       | 0  | 1  | 1  | 2   |
| 22   | Litva (LTU)             | 0  | 1  | 0  | 1   |
| 22   | New Zealand (NZL)       | 0  | 1  | 0  | 1   |
| 24   | Ba Lan (POL)            | 0  | 0  | 2  | 2   |
| 25   | Argentina (ARG)         | 0  | 0  | 1  | 1   |
| 25   | Belarus (BLR)           | 0  | 0  | 1  | 1   |
| 25   | Jamaica (JAM)           | 0  | 0  | 1  | 1   |
| 25   | Malaysia (MAS)          | 0  | 0  | 1  | 1   |
| Tổng | Tổng                    | 54 | 55 | 54 | 163 |

## Các quốc gia tham dự
Gần 2400 vận động viên đến từ 190 quốc gia và vùng lãnh thổ tham dự sự kiện. Có 15 quốc gia với hơn 35 vận động viên tham dự gồm Úc, Brasil, Canada, Cộng hòa Nhân dân Trung Hoa, Pháp, Kazakhstan, Đức, Đảo Anh, Hy Lạp, Ma Cao, Cộng hòa Dân chủ Nhân dân Triều Tiên, Hungary, Ý, Nhật Bản, México, Nga, Tây Ban Nha, và Hoa Kỳ. Đội bơi Kosovo lần đầu tham dự giải.
- Albania (4)
- Algérie (2)
- Samoa thuộc Mỹ (1)
- Andorra (3)
- Angola (3)
- Antigua và Barbuda (4)
- Argentina (25)
- Armenia
- Aruba
- Úc (89)
- Áo (15)
- Azerbaijan (4)
- Bahamas (5)
- Bahrain (3)
- Bangladesh (3)
- Barbados (4)
- Belarus (24)
- Bỉ (11)
- Bénin
- Bermuda
- Bolivia (7)
- Bosna và Hercegovina (4)
- Botswana (4)
- Brasil (83)
- Quần đảo Virgin thuộc Anh
- Brunei (2)
- Bulgaria (9)
- Burkina Faso (3)
- Burundi (3)
- Campuchia (3)
- Cameroon
- Canada (41)
- Trung Phi (3)
- Chile (8)
- Trung Quốc (90)
- Đài Bắc Trung Hoa (7)
- Colombia (19)
- Comoros (3)
- Cộng hòa Congo (3)
- Cộng hòa Dân chủ Congo (1)
- Quần đảo Cook (2)
- Costa Rica (16)
- Croatia (24)
- Síp (4)
- Cuba (13)
- Curaçao (3)
- Cộng hòa Séc (24)
- Đan Mạch (11)
- CHDCND Triều Tiên (18)
- Djibouti (3)
- Cộng hòa Dominica (5)
- Ecuador (6)
- Ai Cập (29)
- El Salvador (4)
- Estonia (10)
- Ethiopia (3)
- Quần đảo Faroe (4)
- Micronesia (3)
- Fiji (2)
- Phần Lan (15)
- Pháp (63)
- Gabon
- Gambia (2)
- Gruzia (6)
- Đức (53)
- Ghana (4)
- Anh Quốc (50)
- Hy Lạp (46)
- Grenada
- Guam (3)
- Guatemala (6)
- Guinée (3)
- Guyana (3)
- Haiti
- Honduras (4)
- Hồng Kông (20)
- Hungary (53)
- Iceland (5)
- Ấn Độ (8)
- Indonesia (21)
- Ireland (4)
- Israel (16)
- Ý (100)
- Bờ Biển Ngà (4)
- Jamaica (4)
- Nhật Bản (72)
- Jordan (6)
- Kazakhstan (45)
- Kenya (4)
- Hàn Quốc (16)
- Kosovo[a] (4)
- Kuwait (7)
- Kyrgyzstan (4)
- Lào (3)
- Latvia (5)
- Liban (4)
- Lesotho (2)
- Libya (3)
- Liechtenstein (2)
- Litva (9)
- Luxembourg (6)
- Ma Cao (14)
- Macedonia (3)
- Madagascar (3)
- Malawi
- Malaysia (20)
- Maldives (4)
- Mali (3)
- Malta (4)
- Quần đảo Marshall (3)
- Mauritius (3)
- México (49)
- Moldova (5)
- Monaco (3)
- Mông Cổ (4)
- Montenegro (16)
- Maroc (3)
- Mozambique (4)
- Myanmar (3)
- Namibia (4)
- Nepal (4)
- Hà Lan (28)
- New Zealand (35)
- Nicaragua (3)
- Niger (3)
- Nigeria (3)
- Quần đảo Bắc Mariana (4)
- Na Uy (7)
- Pakistan (4)
- Palau (3)
- Palestine (3)
- Panama (3)
- Papua New Guinea (4)
- Paraguay (5)
- Perú (6)
- Philippines (4)
- Ba Lan (23)
- Bồ Đào Nha (8)
- Puerto Rico (6)
- Qatar (3)
- România (6)
- Nga (97) (Host)
- Rwanda (4)
- Saint Lucia (2)
- Saint Vincent và Grenadines (3)
- San Marino (2)
- Samoa (3)
- Sénégal (4)
- Serbia (27)
- Seychelles (4)
- Sierra Leone (3)
- Singapore (22)
- Slovakia (10)
- Slovenia (11)
- Somalia (1)
- Nam Phi (43)
- Tây Ban Nha (48)
- Sri Lanka (4)
- Sudan (5)
- Suriname
- Eswatini (2)
- Thụy Điển (13)
- Thụy Sĩ (28)
- Syria (4)
- Tahiti (1)
- Tajikistan (4)
- Tanzania (3)
- Thái Lan (8)
- Togo (2)
- Tonga (4)
- Trinidad và Tobago (2)
- Tunisia (3)
- Thổ Nhĩ Kỳ (12)
- Turkmenistan (4)
- Uganda (3)
- Ukraina (39)
- UAE (5)
- Hoa Kỳ (97)
- Quần đảo Virgin thuộc Mỹ (3)
- Uruguay (4)
- Uzbekistan (12)
- Venezuela (34)
- Việt Nam (5)
- Yemen (3)
- Zambia (4)
- Zimbabwe (3)

## Các nội dung
Nhảy cầu(13) 

 Bơi